# Walter Masing
Walter Masing (22 de junio de 1915 - 29 de marzo de 2004), físico alemán y presidente honorario de la Sociedad Alemana para la Calidad (Deutsche Gesellschaft für Qualität / DGQ), promovió e impulsó el establecimiento del aseguramiento de la calidad o quality management en Alemania.
- Datos: Q91062
- Multimedia: Walter Masing / Q91062